# Hermann Ost

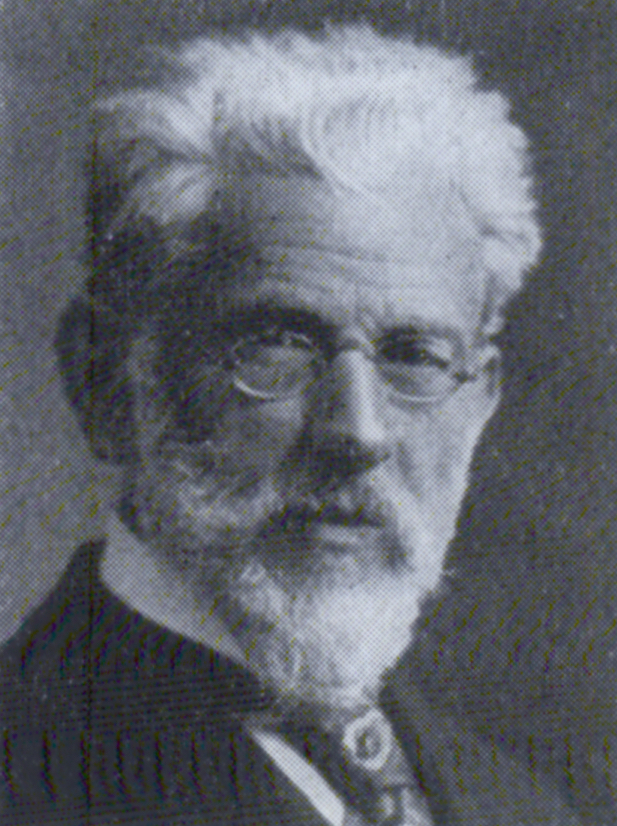
Hermann Ost, um 1931

Hermann Ost (* 17. Februar 1852 in Ellierode; † 20. Juni 1931 in Hannover) war ein deutscher Chemiker und als Professor für Technische Chemie von 1907 bis 1910 Rektor der Königlich Technischen Hochschule Hannover. 

## Leben
Hermann Ost war der Neffe von Hermann Kolbe (Sohn seiner Schwester Bertha) und studierte wie sein Onkel Chemie. Während seines Studiums wurde er 1870 Mitglied der Burschenschaft Brunsviga Göttingen. Er wurde ab dem Wintersemester 1879 Privatdozent für Chemie an der Universität Leipzig. Parallel betraute der Verleger Heinrich Vieweg ihn 1880 auf Veranlassung von Hermann Kolbe mit der Neubearbeitung von Gorup-Besánez Standardwerk Lehrbuch der Organischen Chemie für den Unterricht auf Universitäten, Technischen Lehranstalten und für das Selbststudium. Um 1884 wechselte er an die Technische Hochschule Hannover, wo er als Dozent Analytische und Organische Chemie lehrte und als Assistent im Chemischen Laboratorium arbeitete. 1887 wurde er dort als Professor für Technische Chemie berufen. Von 1907 bis 1910 führte er die Hochschule als Rektor. Im Jahr 1892 wurde er zum Mitglied der Leopoldina gewählt.

## Schriften (Auswahl)

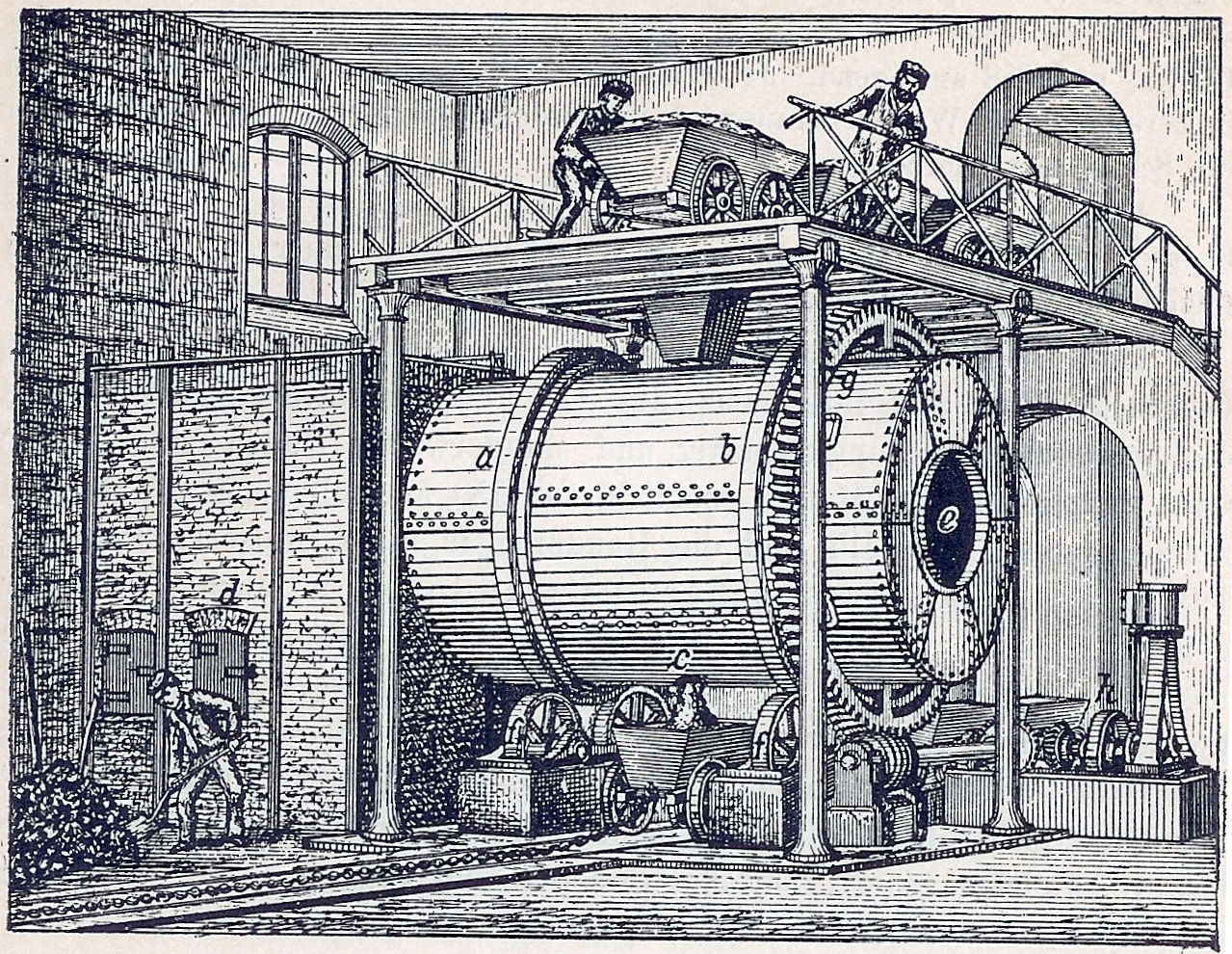
Leblanc-Zylinderofen. Illustration in Osts Lehrbuch der Technischen Chemie (1890).

- Lehrbuch der Technischen Chemie. Oppenheim, Berlin 1890.
- mit Berthold Rassow: Lehrbuch der Technischen Chemie. 3. Auflage. Jänecke, Hannover 1898.
  - Neubearbeitung von Gorup-Besanez: Lehrbuch der Organischen Chemie für den Unterricht auf Universitäten, Technischen Lehranstalten und für das Selbststudium. Band 2, Sechste Auflage, neu bearbeitet von Dr. Hermann Ost. Vieweg, 1881.